# Nicholas Crane
Nicholas Crane (6 mei 1954) is een Brits geograaf.
Crane studeerde aan de Anglia Ruskin University, een instelling die hem een eredoctoraat in de wetenschappen toekende. Hij is vooral bekend als vaste presentator van Britse wetenschappelijke televisieprogramma's, zoals de serie Coast.